# Hřbitov Highgate

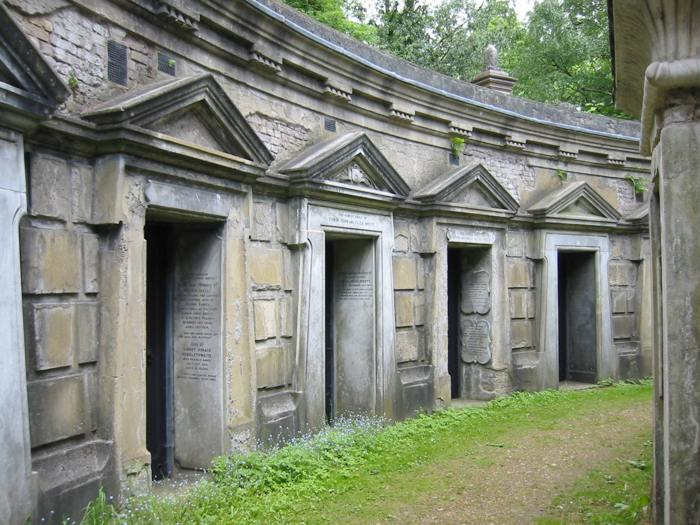
Circle of Lebanon, West Cemetery

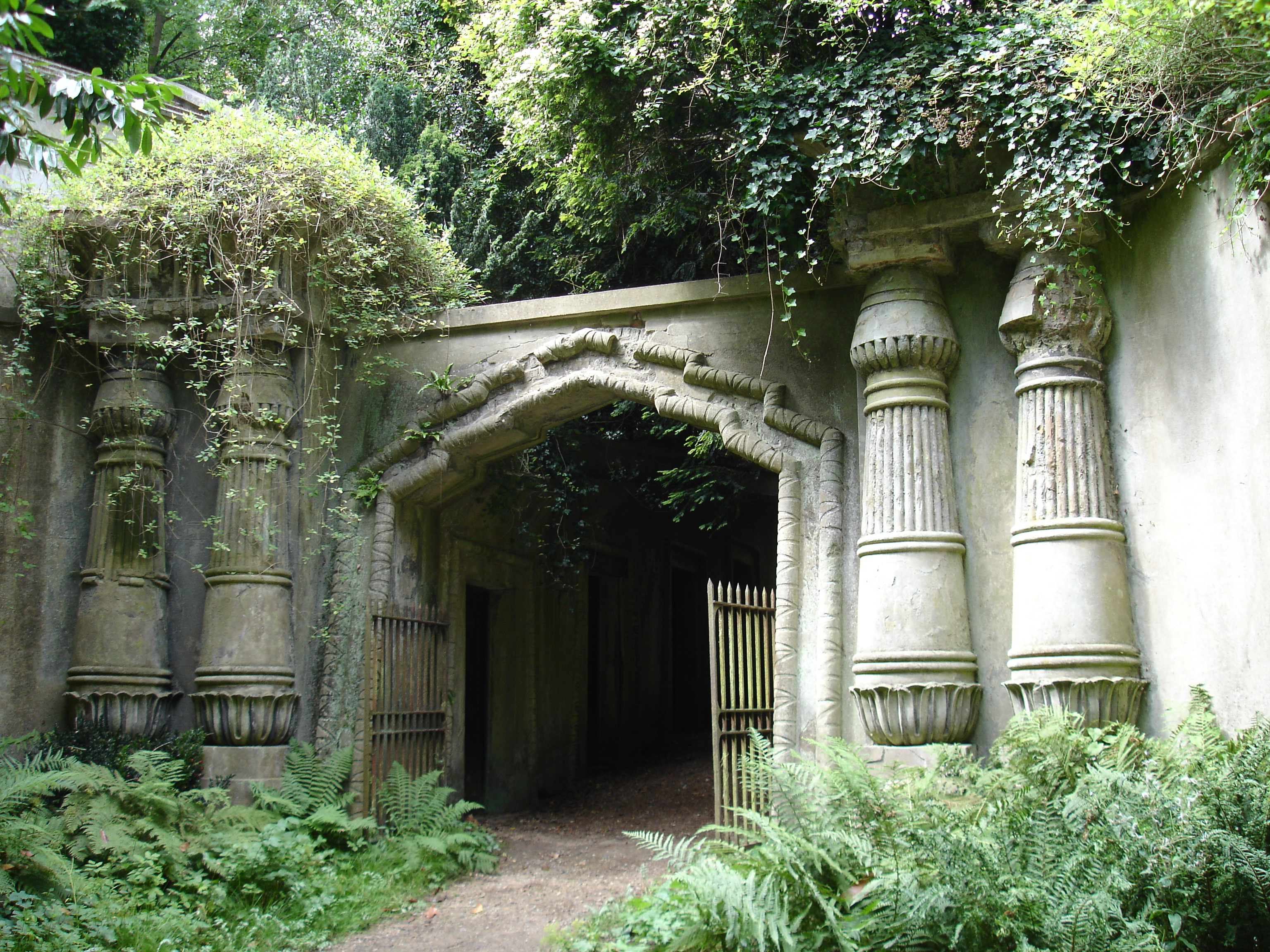
Vchod do Egyptian Avenue, West Cemetery

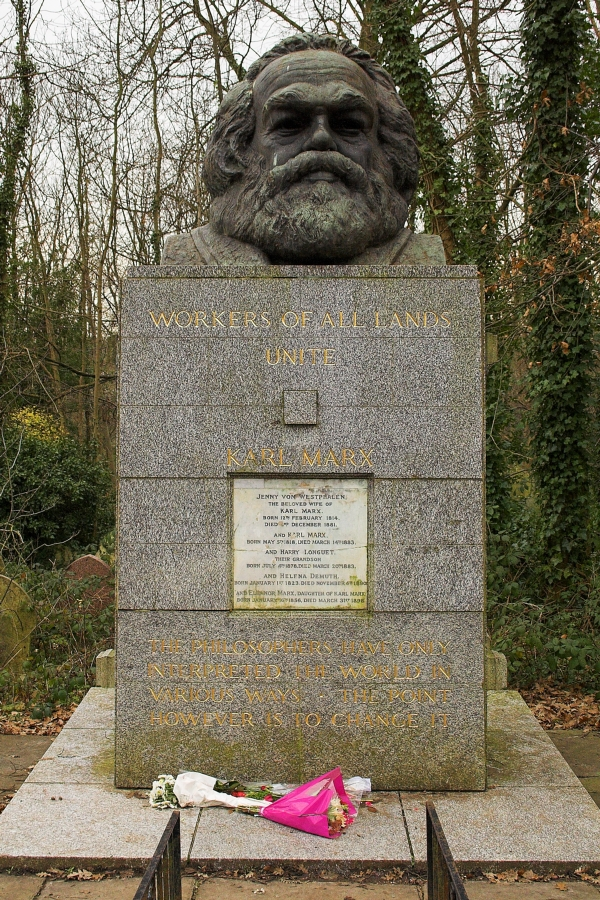
Kenotaf Karla Marxe, East Cemetery

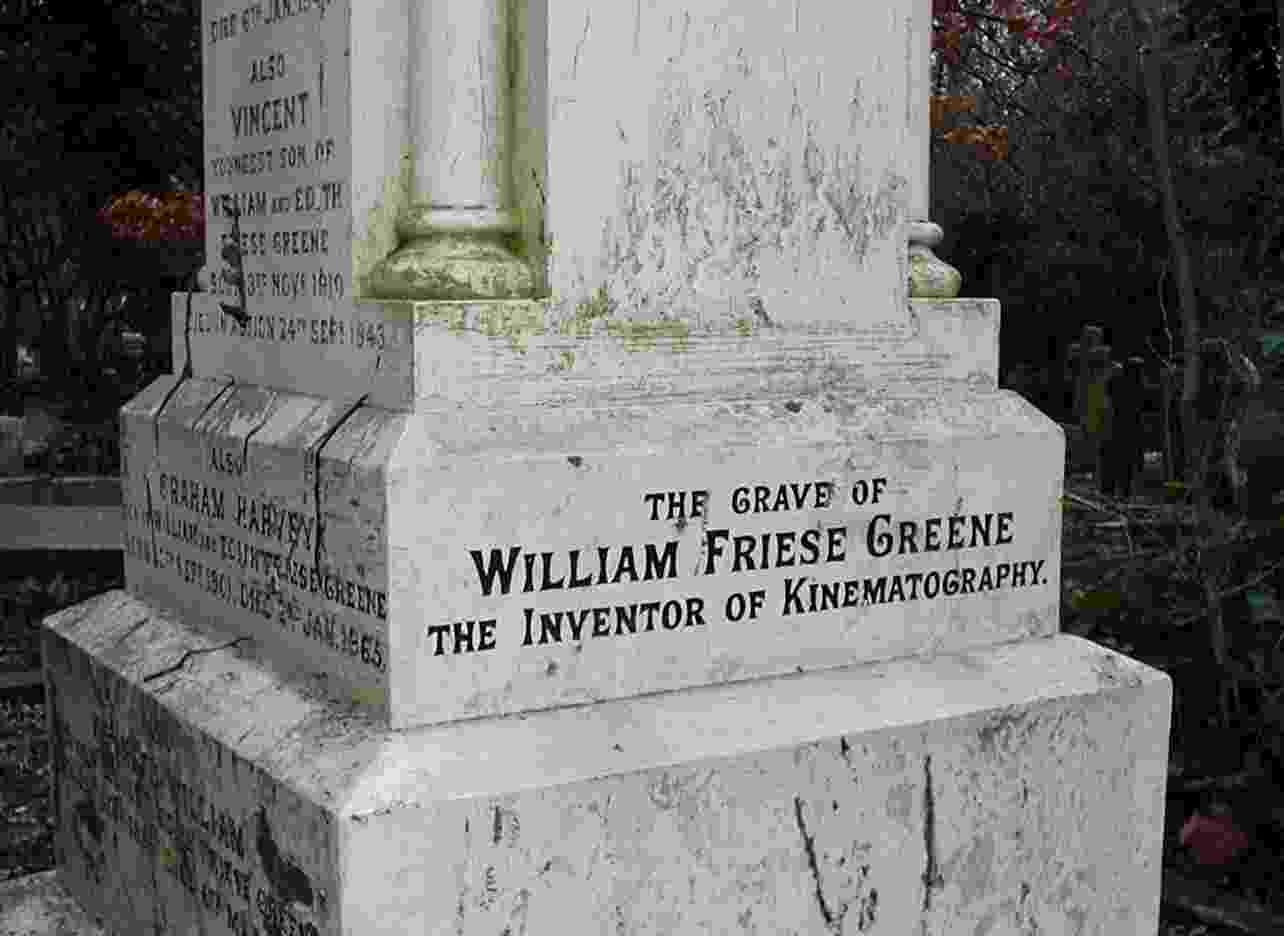
Hrob Friese-Greena od Lutyense, East Cemetery

Hřbitov Highgate (Highgate Cemetery) je místem pohřbívání v severním Londýně ve Spojeném království. Hřbitov má dvě části, východní a západní (East a West). Je zde pohřbeno přibližně 170 000 lidí v asi 53 000 hrobech. Hřbitov je pozoruhodný jak pro osoby zde pohřbené, tak pro jeho de facto status přírodní rezervace.

## Umístění
Hřbitov se nachází po obou stranách ulice Swain's Lane v Highgate, vedle parku Waterlow. Hlavní brána je severně od Oakeshott Avenue. Další brána je na Chester Road. Rozkládá se na pomezí čtvrtí Camden, Haringey a Islington. Nejbližší zastávka hromadné dopravy je Archway.

### Pozoruhodné hroby
- Henry Gray, anatom a chirurg,[2][3] autor Grayovy anatomie.

#### Východní část (East Cemetery)
- Douglas Adams, autor The Hitchhiker's Guide to the Galaxy[4]
- Farzad Bazoft, britský novinář
- George Eliot[4] (Mary Ann Evans — jméno na hrobu je Mary Ann Cross), romanopisec, manželka George Henry Lewese, je pohřbena vedle něj
- Anna Mahlerová, sochařka a dcera Gustava Mahlera a Almy Schindlerové
- Karl Marx, filozof, historik, sociolog a ekonom[4]
- Malcolm McLaren, punkový impresario a původní manažer Sex Pistols
- Herbert Spencer, evoluční biolog a laissez-faire ekonomický filozof
- Sir Leslie Stephen, kritik, první editor Dictionary of National Biography, otec Virginie Woolfové a Vanessy Bellové

#### Západní část (West Cemetery)
- John Singleton Copley, lord kancléř a syn amerického malíře Johna Singletona Copleyho
- Alfred Lamert Dickens, mladší bratr Charlese Dickense
- Catherine Dickens, manželka Charlese Dickense
- John a Elizabeth Dickensovi, rodiče Charlese Dickense
- Michael Faraday, chemik a fyzik
- John Galsworthy, prozaik a dramatik, držitel Nobelovy ceny za literaturu za rok 1932
- Radclyffe Hall, autorka Studny osamění a jiných románů
- Jean Simmonsová, herečka
- Alexandr Litviněnko, ruský disident, otráven v Londýně
- George Michael, zpěvák, skladatel a producent[4]

## Galerie

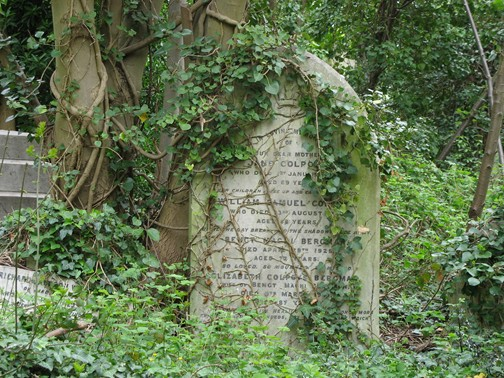
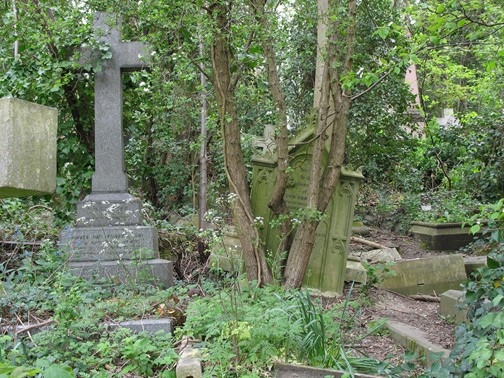
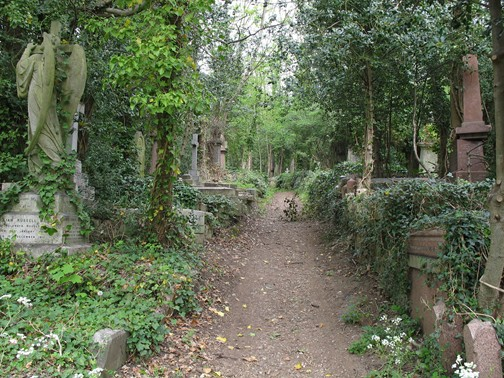
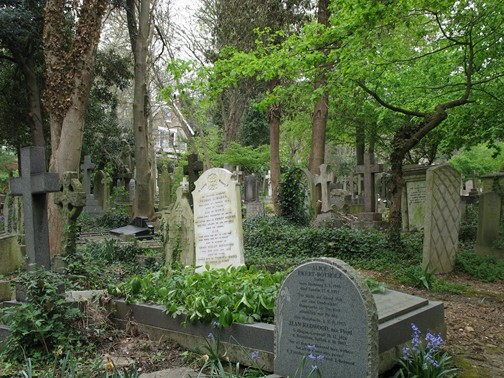
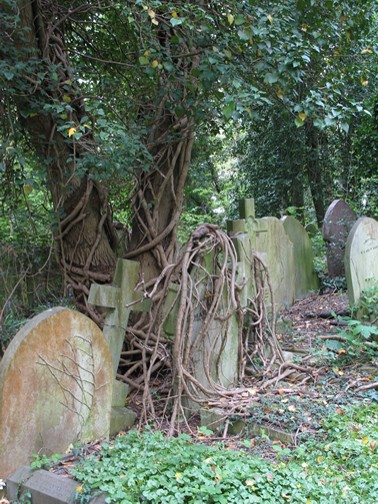
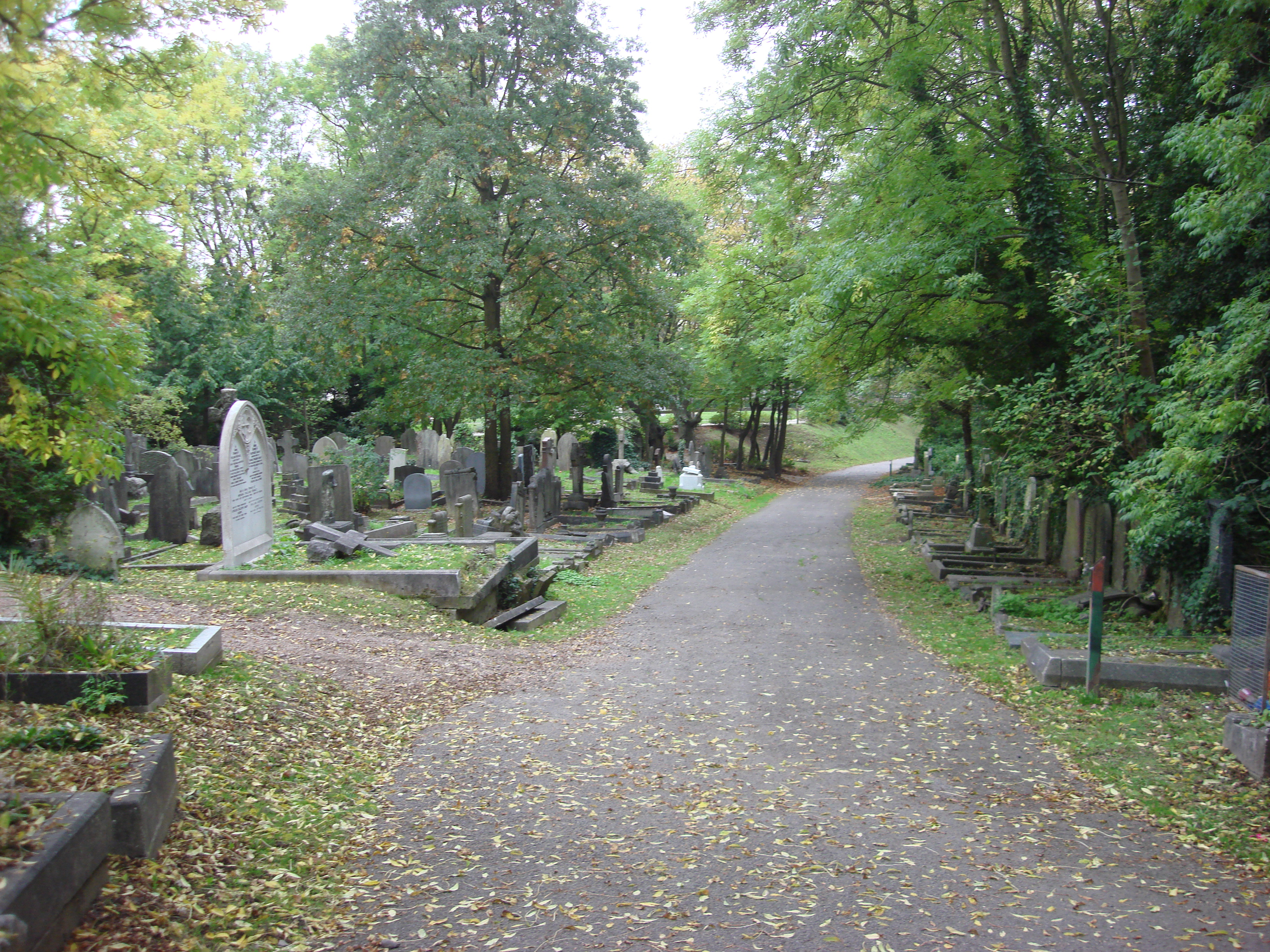
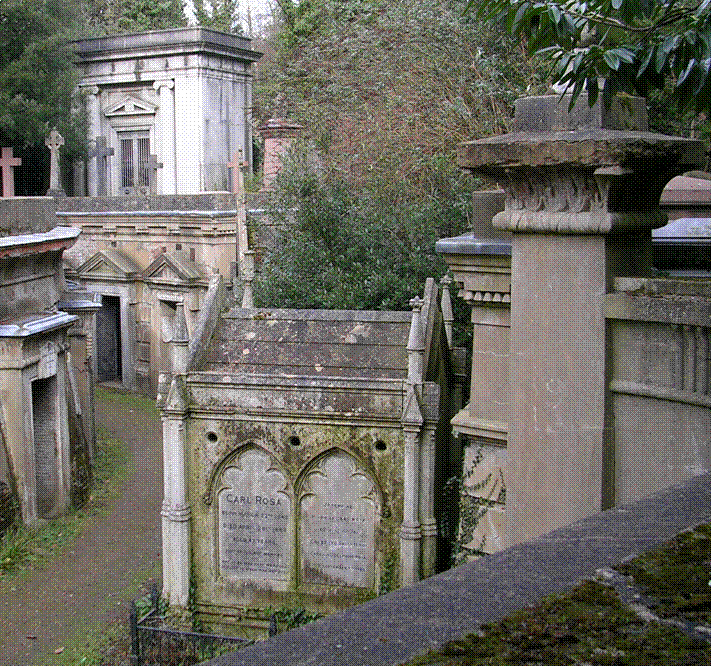
Hrob Carla Rosy
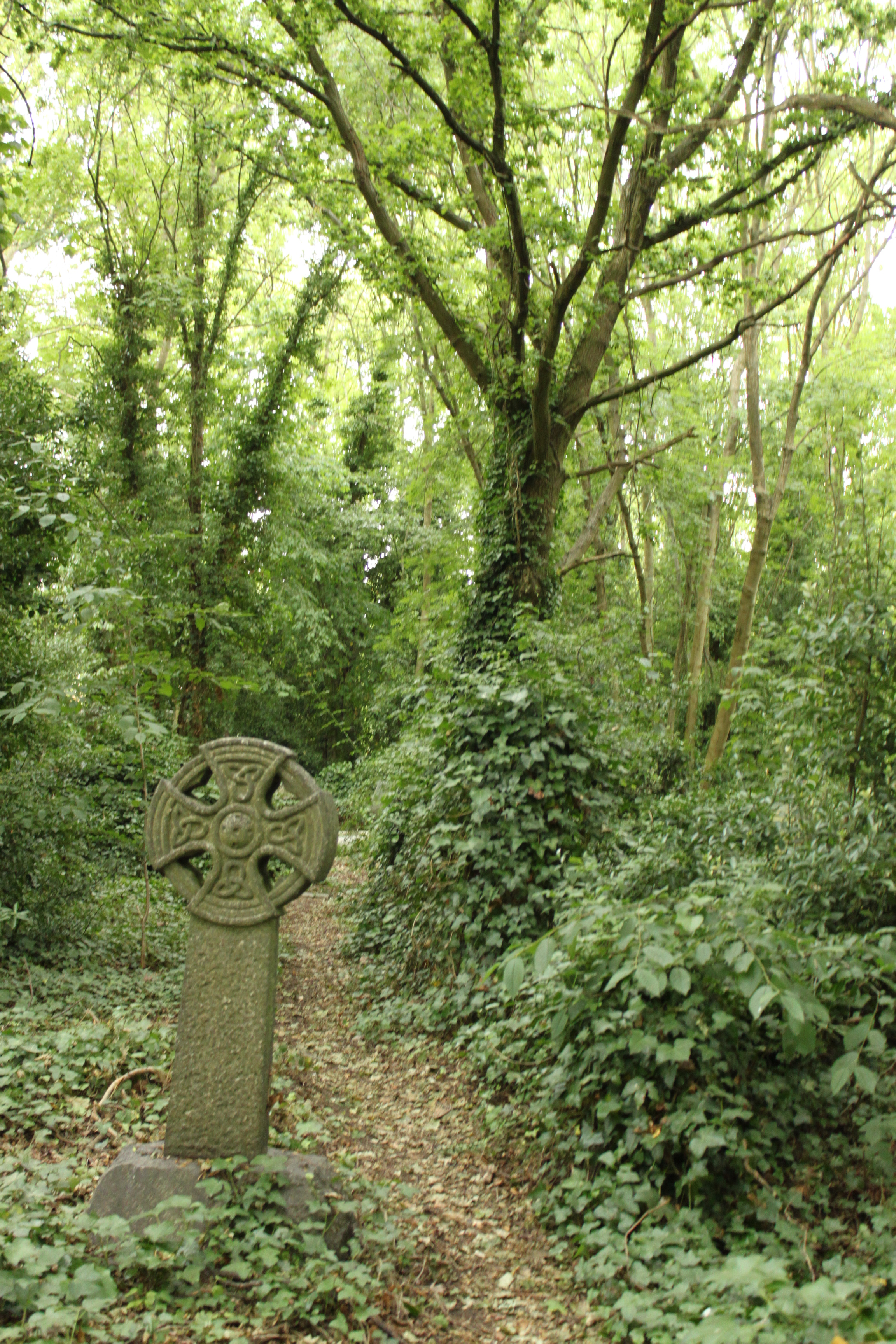
Highgate Cemetery East (2010)
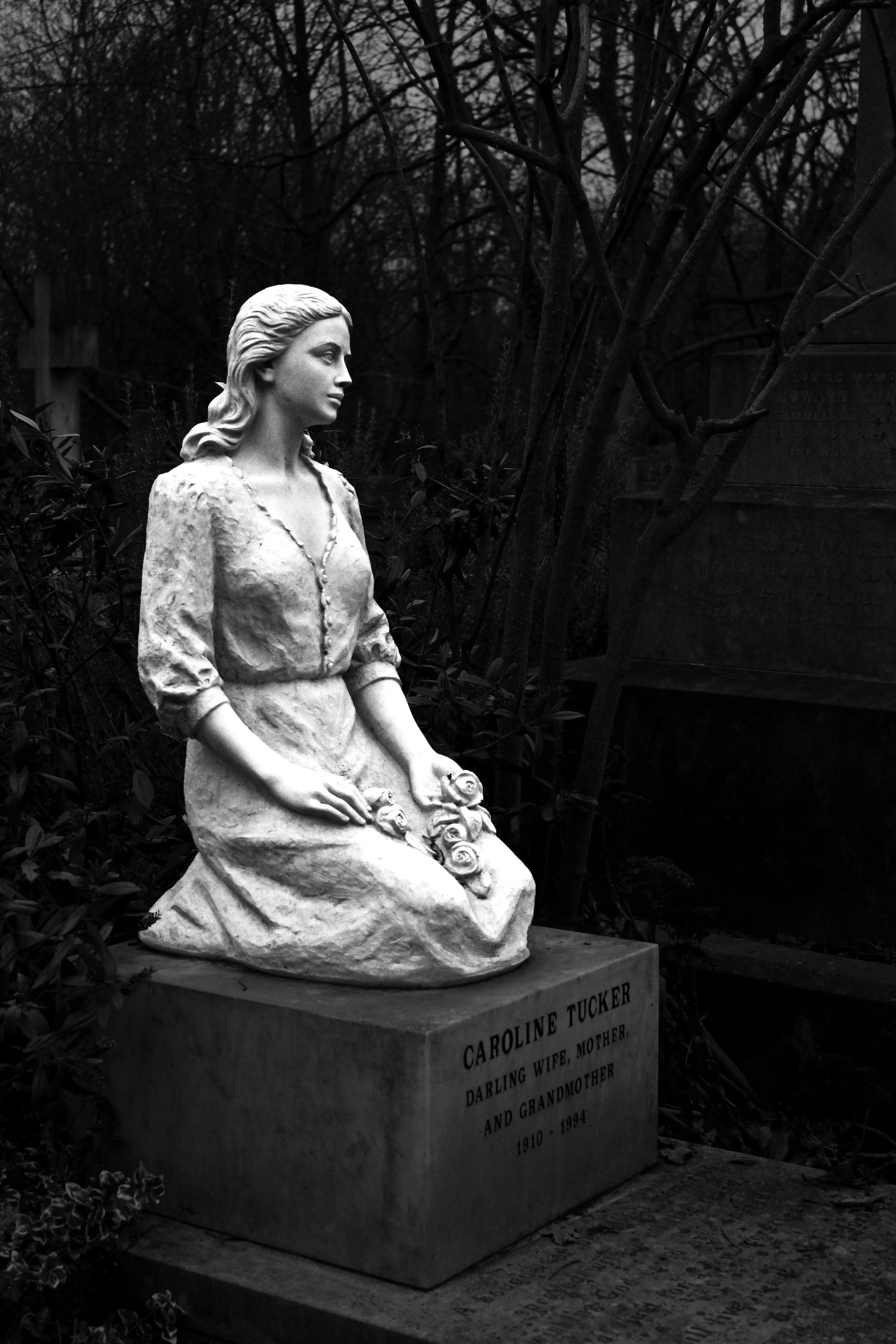
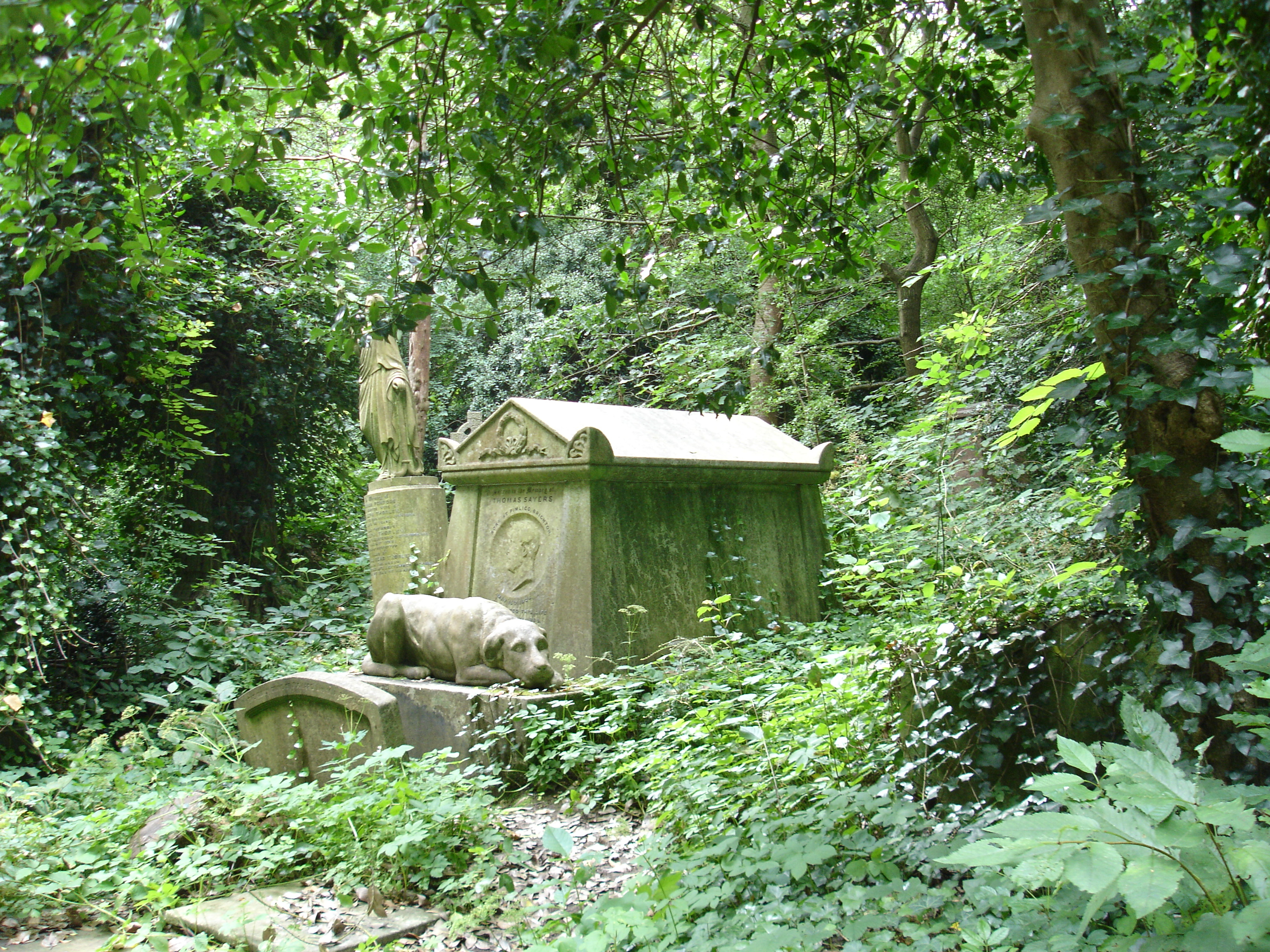
Hrobka Toma Sayerse
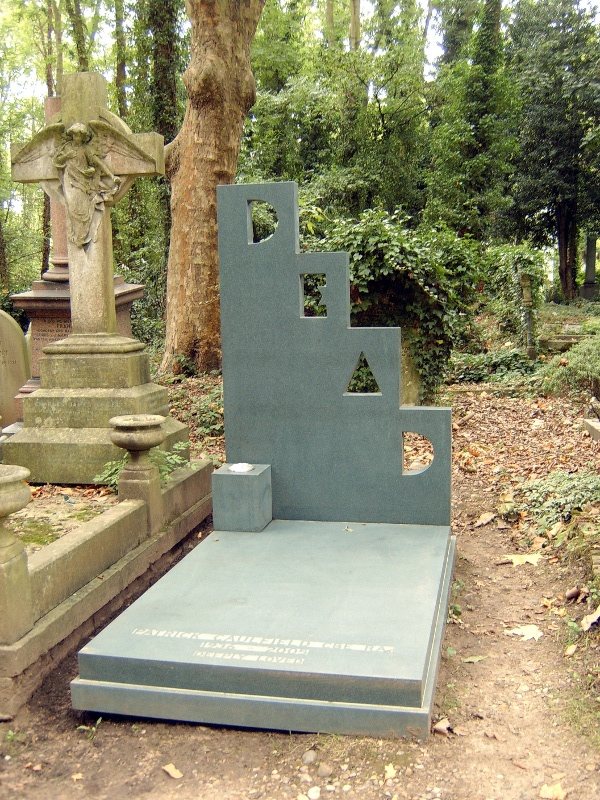
Hrob Patricka Caulfielda